# Guérison par la foi
La guérison par la foi ou guérison divine, ou guérison miraculeuse, est une guérison qui, pour les croyants, survient par miracle.
Pour la science, ces guérisons proviennent de l'effet placebo. Des mises en garde existent concernant le risque vital de recourir exclusivement à ces pratiques de guérison pour soigner des maladies graves.

## Religions
(janvier 2020).

### Hindouisme
Dans l’hindouisme, la guérison par la foi peut être obtenue par la méditation, le yoga, la visite de temples, des pèlerinages, la pratique de rituels,.

### Shintoïsme
Dans le shintoïsme, des actes de guérison sont réalisés par des chamans près des sanctuaires shinto de montagne.

### Judaïsme
Dans le judaïsme, la Bible hébraïque rapporte de nombreuses guérisons miraculeuses. La guérison par la foi est ainsi possible par la prière.

### Christianisme
Dans la Bible, parmi les miracles de Jésus, il y a eu plusieurs guérisons. Jésus aurait également dit que les croyants avaient le pouvoir de guérir les malades par imposition des mains. Paul de Tarse et les apôtres ont aussi prié pour de nombreuses guérisons.

#### Catholicisme

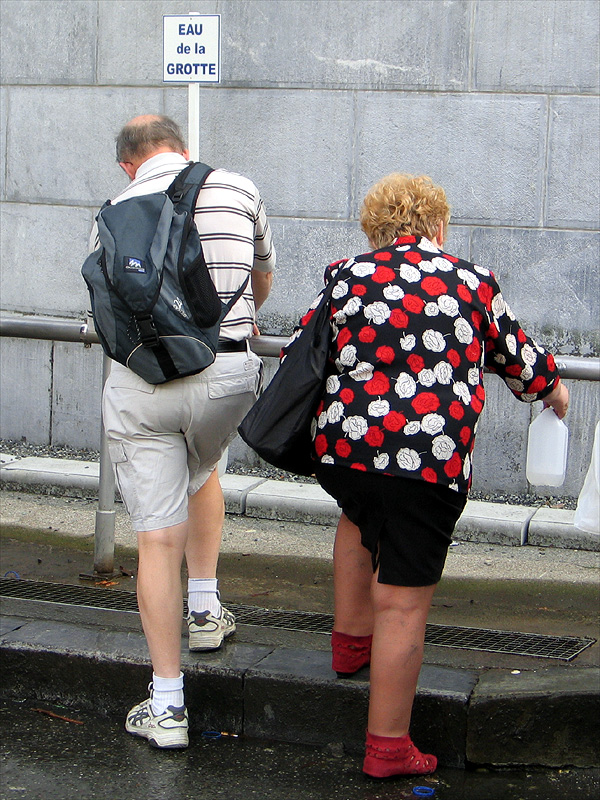
Pèlerins remplissant des bouteilles d'eau de Lourdes, en 2005

Dans le catholicisme, la guérison par la foi est souvent attribuée à la thaumaturgie, soit l’intercession des saints pour les miracles. Des miracles, comme des guérisons liées à des prières ou des neuvaines  aux saints décédés, sont un critère de canonisation. Certaines  guérisons sont parfois associées à des lieux de pèlerinage, comme l’eau de Lourdes au Sanctuaire de Lourdes, en France. Les guérisons ont été associées aux apparitions mariales de 1858 à Lourdes.

#### Protestantisme
Dans le protestantisme, la guérison par la foi est un processus qui survient à la suite de  prières. Aux XVIe et XVIIe siècles, à Spiegelberg, en Allemagne, une source d’eau ayant des vertus miraculeuses pour les guérisons est devenu un lieu de pèlerinage pour les luthériens.

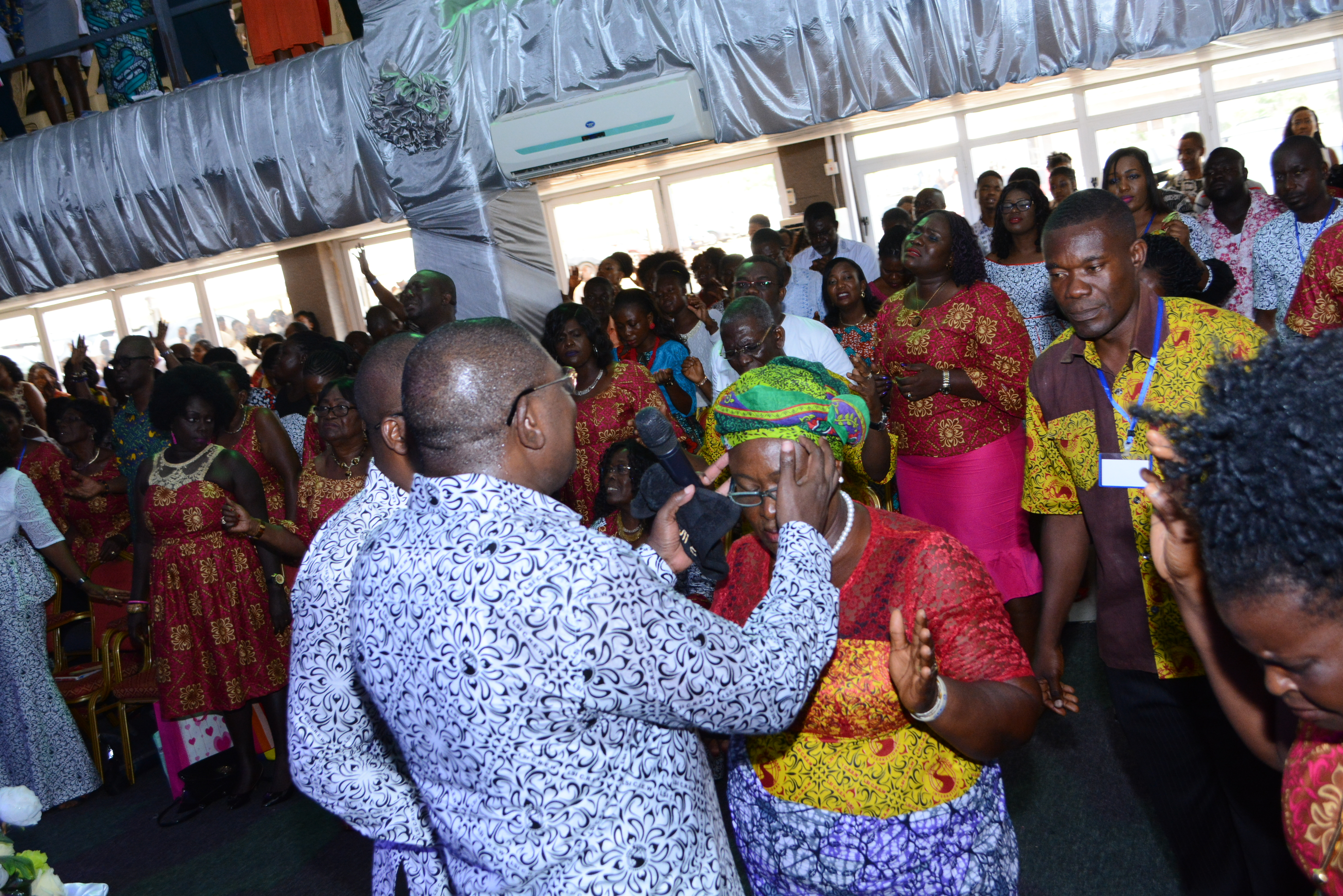
Imposition des mains pour la guérison dans l’église Living Streams International, à Accra, au Ghana, 2018

Dans le christianisme évangélique, la guérison par la foi est davantage appelée guérison divine et est considérée comme un héritage de Jésus acquis par sa mort et résurrection. Le biblicisme fait en sorte que les miracles décrits dans la bible, comme les guérisons, sont encore d'actualité et peuvent être présents dans la vie du croyant, avec la foi et la prière, par le Saint-Esprit,. Dans les églises pentecôtistes, des prières de guérison ont lieu avec imposition des mains. Dans les années 1980, le mouvement néo-charismatique a remis une emphase sur les guérisons par la foi. Une place particulière est ainsi réservée aux guérisons par la foi lors des services ou pour des campagnes d'évangélisation,. Plusieurs confessions chrétiennes évangéliques ont adopté certains enseignements du mouvement, comme celui sur la guérison divine, tout en restant dans leurs confessions chrétiennes respectives.

### Islam

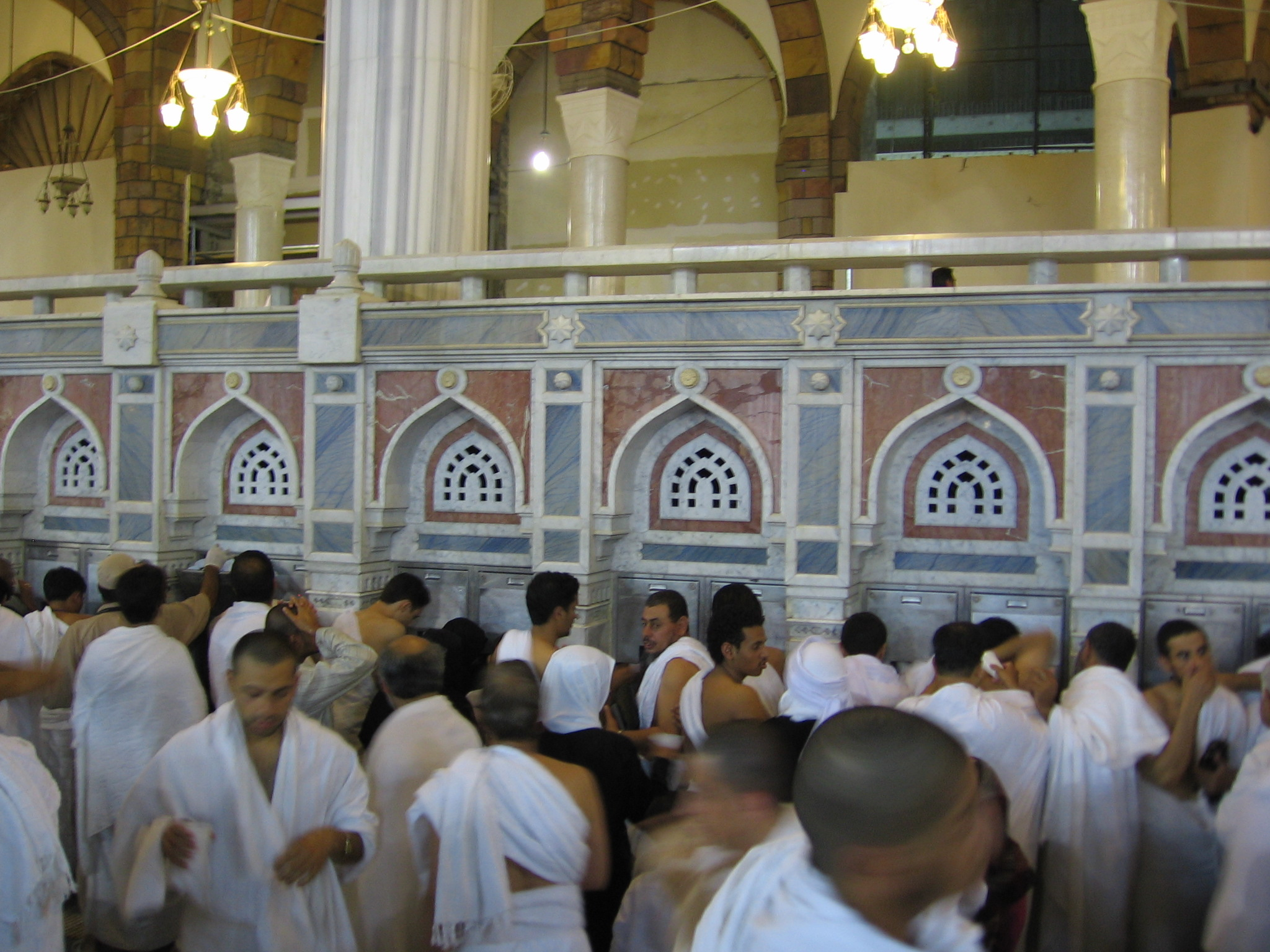
Pèlerins se servant de l'eau de Zamzam en 2008

Dans l’Islam, la guérison par la foi est parfois associée à des lieux de pèlerinage, comme l’eau de Zamzam à La Mecque, en Arabie saoudite. Cette source aurait surgi dans le désert pour sauver Hajar, la deuxième épouse d'Ibrahim et son fils Ismaël de la mort.

## Point de vue scientifique
Les affirmations selon lesquelles des techniques telles que la prière, l'intervention divine ou le soin d'un guérisseur peuvent soigner une maladie ont toujours été populaires. La foi pourrait selon ces croyances aller jusqu'à guérir la cécité, la surdité, le cancer, le sida, la paralysie totale du corps et divers troubles et blessures.
Selon le point de vue scientifique ces guérisons spirituelles sont dues à l'effet placebo,.
L'American Cancer Society affirme en 2013 que « les preuves scientifiques disponibles ne permettent pas d'affirmer que la guérison par la foi peut réellement guérir du cancer ou d'autres maladies », mais qu'elle peut apporter réduction du stress et de l'anxiété, et augmenter la combativité pour rester en vie. Elle souligne que « La mort, l'invalidité et d'autres conséquences indésirables se sont produites lorsque la guérison par la foi a été choisie au lieu de soins médicaux pour des blessures ou des maladies graves ». Lorsque les parents ont pratiqué la guérison par la foi plutôt que les soins médicaux, des enfants sont décédés et auraient autrement vécu. Des résultats similaires sont trouvés chez les adultes.

## Controverses
Dans le pentecôtisme, des dérives ont accompagné l’enseignement de la guérison par la foi. Dans certaines églises, des tarifications de prière contre des promesses de guérison ont été constatées. Certains pasteurs ont été accusés d’avoir mis en scène de fausses guérisons. Certaines églises, aux États-Unis ou au Nigeria, ont déconseillé à leurs membres la vaccination ou la médecine, en déclarant que ces dernières étaient pour les faibles dans la foi et qu’avec une confession positive, ils seraient immunisés,. Des églises pentecôtistes qui interdisent le recours à la médecine ont causé des décès qui auraient pu être évités, entrainant parfois la condamnation de parents à des peines de prison pour la mort de leurs enfants ,. Cette position n’est pas représentative de toutes les églises évangéliques, comme l’indique le document La Guérison miraculeuse publié en 2015 par le Conseil national des évangéliques de France, qui mentionne que la médecine est l’un des dons de Dieu faits aux humains,. Des églises et certaines organisations humanitaires chrétiennes évangéliques sont également impliquées dans des programmes médicaux de santé,,.